# Silda lithina
Silda lithina là một loài bướm đêm trong họ Noctuidae.